# Kadov, Strakonice
Kadov là một làng thuộc huyện Strakonice, vùng Jihočeský, Cộng hòa Séc.